# سالومي لوكلير
سالومي لوكلير هي مغنية مؤلفة كندية، ولدت في أبريل 1986.